# Beatrica II. Burgundska
Beatrica II. Burgundska (Béatrice de Bourgogne; 1193. – 7. svibnja 1231.) bila je grofica Burgundije i vojvotkinja Meranije.
Bila je kći Otona I. Burgundskog i njegove žene, dame Margarete Blojiške te sestra grofice Ivane I., koju je naslijedila 1205. Te je godine Ivana umrla kao djevojčica od otprilike 14 godina.
Beatrica se udala za Otona I. Meranijskog 1208. Njihov je sin bio Oton III. Burgundski, koji je naslijedio majku Beatricu.
Dok je Beatrica bila živa, njezin je muž bio grof Burgundije.
Druga djeca Beatrice i Otona:
- Agneza Meranijska[4]
- Beatrica Meranijska[5]
- Margareta, žena princa Přemysla
- Adelajda Burgundska (grofica Burgundije)
- Elizabeta, žena Fridrika III. od Nuremberga